# غينتس زيلبالوديس
غينتس زيلبالوديس (1994) مخرج أفلام لاتيفي اشتهر بعد اخراجه لفلمي بعيد والتدفق.